# 라 브뤼주아즈 에 니벨

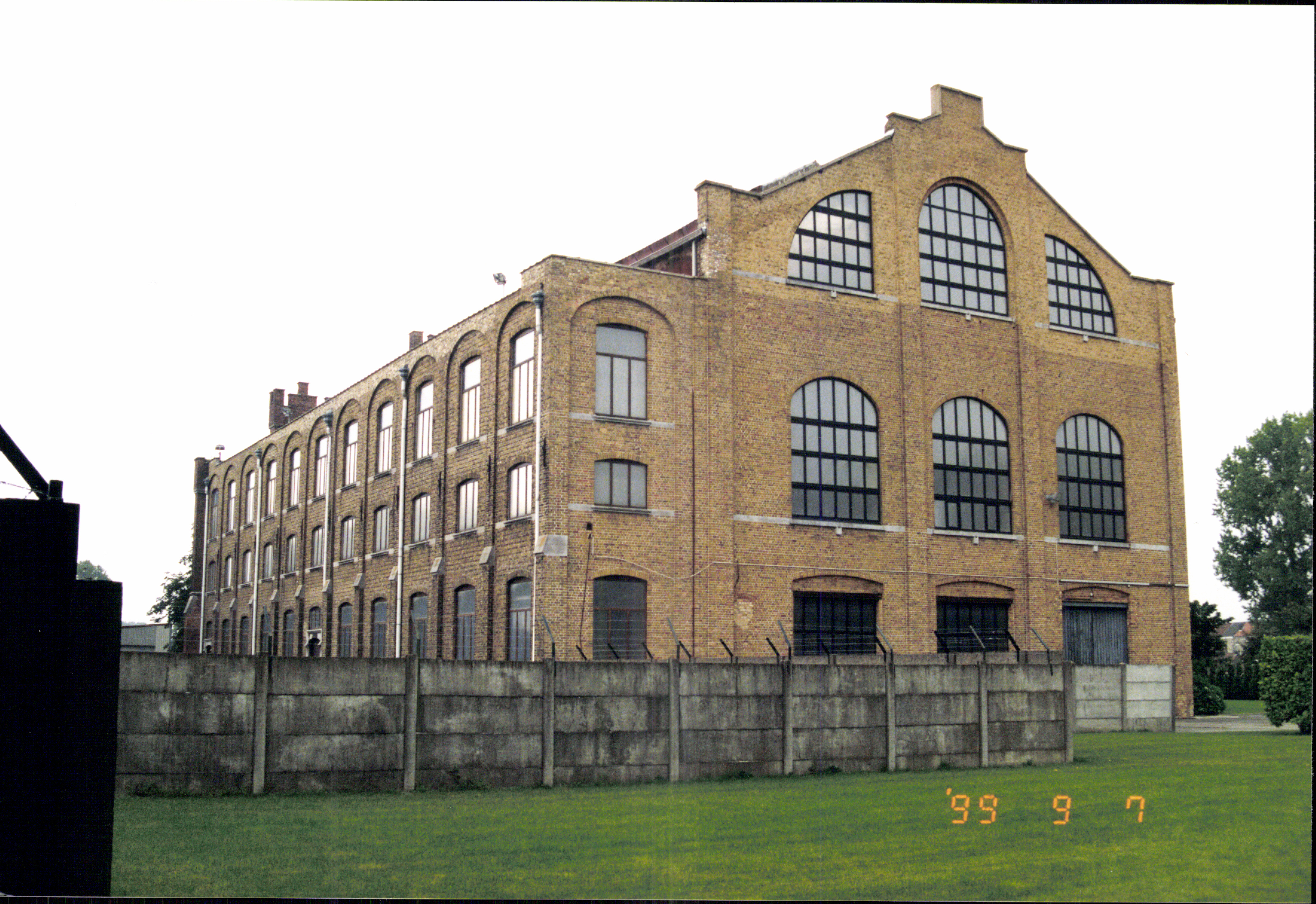
라 브뤼주아즈 에 니벨

라 브뤼주아즈 에 니벨(프랑스어: La Brugeoise et Nivelles, BN)은 벨기에 브루헤와 니벨에 있었던 철도 차량 제작 회사이다. 1956년 라 브뤼주아즈, 니케즈 엣 델퀴브(La Brugeoise, Nicaise et Delcuve)와 라 메탈뤼르지크(La Métallurgique)의 합병으로 생겼다. 벨기에 지역에서 사용하였던 철도 차량 및 노면 전차를 생산하였다.
1986년 봄바디어에서 BN의 지분 45%를 인수하였고, 1988년 90%, 이후 97%까지 확대한 후 해체되었다. 니벨에 45000 제곱미터 규모의 공장이 있었고, 850명의 직원이 있었다. 1989년에 공장이 문을 닫았다.

## 같이 보기
- 아틀리에 드 컨스트럭션 일렉트리크 드 샤를루아